# Štefan Báthory
Štefan Báthory (madžarsko Báthory István, poljsko Stefan Batory, litovsko Steponas Batoras), vojvoda Sedmograške, kralj Poljske, veliki knez Litve, * 27. september 1533, Şimleu Silvaniei, Kneževina Transilvanija,  † 12. december 1586, Grodno, Republika obeh narodov.
Štefan Báthory je bil sedmograški vojvoda v letih 1571–76, odtlej pa kot soprog Ane Jagelo poljski kralj in litvanski veliki knez. Reorganiziral in povečal je poljsko vojsko in z njo ponovno zavzel Livonijo in od Rusov okupirani del Litve. Z ustanovitvijo sodnih tribunalov je prepustil večji del sodne oblasti šlahti. Podpiral je katolištvo, vendar je tudi spoštoval versko toleranco in skrbel za zaščito verskih manjšin. Velja za enega najboljših poljskih vojskovodij. Veliko je bral in tudi vzpodbujal pisanje, ki je slavilo njegove dosežke in ustvarilo legendo o njem.

## Mladost
Štefan Báthory je sin sedmograškega vojvode Štefana Báthoryja VIII. (†1534) in njegove žene Katarine Telegdi. Imel je vsaj še dva brata in tri sestre.
O njegovem otroštvu je malo znanega. Nekako v letih 1549-50 je na kratko obiskal Italijo, kjer je verjetno nekaj mesecev poslušal predavanja na padovski univerzi. Po povratku je vstopil v vojsko nemškega kralja Ferdinanda I. in se udeležil bojev proti Turkom. Po letu 1553 so ga Turki ujeli. Ker je Ferdinand I. odklonil plačilo odkupnine, se je priključil nasprotni strani in podprl Ivana II. Sigismunda Zapoljo v boju za ogrsko krono.
Deloval je kot vojaški poveljnik in diplomat. Na enem od potovanj na Dunaj so ga za dve leti pridržali v hišnem priporu. V tem času je izgubil naklonjenost Ivana Zapolje in njegov položaj je prevzel drug ogrski plemič, Gáspár Bekes. Báthory se je za kratek čas umaknil iz politike, ohranil pa je precejšen vpliv in je veljal za možnega naslednika Zapolje.

## Sedmograški vojvoda
Sedmograški stanovi so po smrti Ivana Zapolje (1571) dejansko izvolili Štefana Báthoryja za vojvodo Sedmograške. Gáspár Bekes, kateremu je Zapolja v oporoki namenil nasledstvo, je ob podpori Habsburžanov oporekal njegovi izvolitvi. Izbruhnila je državljanska vojna, iz katere je Báthory leta 1573 izšel kot zmagovalec. Bekes se je umaknil na Dunaj. Báthory je odtlej krmaril med Turki in Habsburžani, poskušal izigravati ene proti drugim in s tem krepiti svoj položaj na Sedmograškem. 

## Kralj Poljske in veliki knez Litve
Leta 1572 je na Poljskem brez naslednika umrl kralj Sigismund II. Avgust. Poljski sejm (parlament) je za novega kralja izvolil francoskega princa Henrika Valoisa. Že naslednje leto pa je umrl Henrikov brat, francoski kralj Karel VIII. Henrik je zapustil Poljsko in postal francoski kralj. Báthory se je odločil, da bo kandidiral na volitvah za novega poljskega kralja. Med tem je v bitki pri Sinpaulu (1575) premagal vojsko Bekesa, ki je ponovno poskušal zasesti sedmograški prestol. (Báthory in Bekes sta se kasneje pobotala; Bekes se je izkazal kot dober vojskovodja v Báthoryjevi službi.)
Decembra 1575, po letu in pol brezvladja, se je poljski primat Jakub Uchański v vlogi interrexa (predsedujoči sejmu v času interregnuma) povezal s prohabsburškim taborom in skupaj z nekaterimi poljskimi senatorji proglasil cesarja Maksimilijana II. za novega poljskega kralja. Toda kancler Jan Zamoyski in drugi nasprotniki Habsburžanov so prepričali večino šlahte, da je zahtevala poljskega (pjastovskega) kralja. Po vročih debatah so se odločili, da bodo za kraljico izvolili Ano Jagelonsko, sestro umrlega kralja Sigismunda II. Avgusta, ta pa se bo poročila s Štefanom Báthoryjem.
Januarja 1576 je Štefan prepustil plašč (znak vojvodskega dostojanstva) sedmograškega vojvode svojemu bratu Krištofu Báthoryju in odpotoval na Poljsko. 1. maja 1576 se je poročil z Ano Jagelo in bil kronan za kralja Poljske in velikega kneza Litve. Po nastopu poljsko-litvanskega prestola je začel uporabljati tudi naslov knez Sedmograške. 

## Utrjevanje moči
Sprva je bi Štefanov položaj izredno težak, saj se mnogi niso strinjali z njegovo izvolitvijo. Cesar Maksimilijan II. je vztrajal pri svojem prvotnem imenovanju, vzpodbujal notranjo opozicijo in se pripravljal, da bo svojo zahtevo podprl z orožjem. Sprva so tudi litvanski predstavniki oporekali Štefanovi izvolitvi in so priznanje položaja velikega kneza Litve pogojevali s koncesijami: zahtevali so, da vrne posesti žene Ane Litvanski zakladnici, da se drži dogovorov s sejmom v Litvi enako kot na Poljskem, da rezervira najvišje državne položaje v Litvi za Litovce. Báthory je pogoje sprejel. Junija 1575 je tako Litva priznala Štefana Báthoryja za velikega kneza Litve, kneza Rutenije in Žemaitije.
Štefanovi izvolitvi pa je še vedno nasprotovala Prusija. Nenadna smrt cesarja Maksimilijana II. je sicer izboljšala Štefanov položaj, toda bogato in utrjeno mesto Gdansk, ki so ga na skrivaj podpirali Habsburžani, ga še vedno ni hotelo priznati za vladarja, ne da bi dobilo od njega pomembne koncesije. Nasprotja so se zaostrila do vojaškega spopada. Báthoryjeva vojska, sestavljena iz poljskih, litvanskih, ogrskih in vlaških čet, je šest mesecev oblegala Gdansk. Decembra 1577 je v bitki zunaj trdnjave tudi močno zmagala. Ker pa mesta kljub temu ni mogla zavzeti, je prišlo do kompromisne rešitve: Gdansku so bili priznani poseben status in privilegiji, ki so mu jih dodelili prejšnji poljski kralji, mesto pa je priznalo Báthoryja za vladarja Poljske in plačalo 200.000 zlotov vojne odškodnine. Báthory je upravljanje Knežje Prusije prepustil Juriju Frideriku von Brandenburg-Ansbach v zameno za plačevanje fevdnega davka.

## Politika
Potem ko si je zagotovil oblast v Poljski-Litvi, se je Báthory posvetil urejanju notranjih problemov, pri čemer ga je podpiral kancler, hetman Jan Zamoyski, ki je kmalu postal najbolj zaupen kraljev svetovalec. Báthory je pristal na ustanovitev sodnih tribunalov (kronski tribunal 1578 in litvanski tribunal 1581), s katerimi je šlahta dobila tudi sodne pristojnosti. V zameno mu je sejm dovolil povečati davke in izpeljati vrsto reform, ki so okrepile vojsko, vključno z ustanovitvijo kmečke pehote (piechota wybraniecka). Vojsko je reformiral po izkušnjah, ki jih je dobil kot poveljnik sedmograške vojske.
Nekdanji jezuitski kolegij v Vilni je povečal v tretjo univerzo Poljske-Litve. Ustanovil je več drugih jezuitskih kolegijev in podpiral rekatolizacijo dežele, istočasno pa je spoštoval politiko verske tolerance in priznaval manjšine kot so bili saški luterani, ogrski kalvinisti in socinijanci. Izdal je številne odloke, ki so nudili zaščito poljskim judom in prebivalstvo odvračali od religioznega nasilja.
V zunanji politiki je iskal močne zaveznike in tako skušal državi zagotoviti mir. Vzdrževal je tradicijo dobrih odnosov z zahodnimi sosedi. Čeprav je ostal nezaupljiv do Habsburžanov, je vzdrževal diplomatske odnose z novim cesarjem Rudolfom II. in potrdil že sklenjene pogodbe med Poljsko-Litvo in Svetim rimskim cesarstvom. Napetosti z Osmanskim cesarstvom je začasno umiril z mirovnima sporazumoma, podpisanima v juliju 1577 in aprilu 1579. Januarja 1578 je v Varšavi prepričal sejm, da mu je odobril denarna sredstva za neizbežno vojno proti Rusiji.
Številni Štefanovi zaupni svetovalci so bili Ogri in dogajanja na Ogrskem so ga še vedno zanimala. Svoji rodni deželi bi želel povrniti neodvisnost in nekdanjo moč, toda neugodne mednarodne okoliščine mu tega niso dovoljevale. Poleg ogrskega jezika je dobro obvladal latinščino, govoril je italijansko in nemško, nikdar pa se ni naučil govoriti po poljsko.
V osebnem življenju ga opisujejo kot skromnega v izdatkih, njegovi glavni razvedrili sta bili lov in branje.

## Vojna z Rusijo
Od leta 1558 je v Livoniji potekala vojna, v katero so bile poleg Poljske-Litve in Rusije vpletene tudi Švedska in Danska-Norveška. V času brezvladja na Poljskem je Ivan Grozni zavzel skoraj vso Livonijo (ozemlje današnje Latvije in Estonije). Z nastopom Štefana Báthoryja pa so se razmere spremenile. Kralj in hetman Jan Zamoyski sta leta 1578 dosegla v Livoniji vrsto zmag in začela izrivati rusko vojsko. Leta 1579 sta zavzela Polock in leta 1580 Velikije Luki.
Leta 1581 je Štefan še enkrat prodrl v Rusijo in 22. avgusta začel oblegati Pskov. Ker pa se je mesto trdovratno branilo, je 13. decembra 1581 začel pogajanja z Ivanom Groznim. Pogajanja so se zaključila z mirom v Jam Zapolskem, 15. januarja 1582. Mir je bil za Poljsko-Litvo ugoden: Ivan Grozni se je odpovedal Polocku, Veližu in večini Livonije v zameno pa je ponovno pridobil utrjeni mesti Velikije Luki in Nevel.

## Zadnja leta
Leta 1584 je izvršitev smrtne obsodbe nad magnatom Samuelom Zborowskim zaostrila odnose med sejmom in kraljem. Samuelov primer se je vlekel že iz časa Henrika Valoisa, ki je Samuela izgnal iz države, ker je bil kriv smrti poljskega plemiča. Samuel se je umaknil v Sedmograško, kjer je služil rodbini Báthory in zaman upal, da ga bo Štefan rehabilitiral. Štefan si je zatiskal oči ob njegovih občasnih prihodih na Poljsko. Ko pa se je izvedelo, da rodbina Zborowskih pripravlja zaroto proti kralju, je Báthory dal Janu Zamoyskemu, tradicionalnemu sovražniku Zborowskih, pristanek, da ga aretira in da obglaviti. Del poljskega plemstva je dejanje sprejel kot tiranijo samovoljnega kralja. Nastala je politična kriza, ki je otežila komunikacijo med kraljem in sejmom, ohladilo pa se je tudi sodelovanje med kraljem in kanclerjem. Sejm ni hotel odobriti zvišanja davkov za vojsko. Štefanov načrt za novo vojno proti Rusiji, s katero bi državi združil pod poljsko oblastjo, je propadel.
Štefanovo zdravje se je slabšalo že nekaj let. Umrl je decembra 1586. Avtopsija je leta 1934 pokazala, da je bila vzrok smrti kronična bolezen ledvic. Štefan ni imel zakonskih otrok. Moderni zgodovinarji tudi niso potrdili govoric o nezakonskih otrocih. 
Báthoryjevi smrti je sledilo enoletno brezvladje. Poljski sejm je bil razdeljen med habsburškim kandidatom, avstrijskim nadvojvodo Maksimilijanom III. (sinom cesarja Maksimilijana II.), ki ga je podpirala rodbina Zborowski in švedskim princem Sigismundom iz dinastije Vasa, ki sta ga podpirala Jan Zamoyski in poljski primat Stanisłav Karnkowski. Dogovor med sprtima stranema ni bil možen. Najprej je prišlo do krvavega spopada v sejmu in potem do vojaškega spopada med vojskama obeh kandidatov. Zamoyski je januarja 1588 premagal Maksimilijana v bitki pri Byczyni in njegov kandidat je postal novi poljsko-litovski vladar kot Sigismund III.